# Museo de arte Hood
El Museo de arte Hood (en inglés, Hood Museum of Art) se encuentra en Hanover (Nuevo Hampshire), Estados Unidos. Fundado en 1772, en la actualidad pertenece al Dartmouth College, una universidad privada. Su edificio actual, diseñado por los arquitectos Charles Willard Moore y Chad Floyd, se inauguró en 1985 y alberga tanto las colecciones permanentes como temporales. Sus fondos cuentan con importantes ejemplos de arte estadounidense, nativo americano, europeo, africano y de Melanesia, incluida una destacada colección de arte indígena australiano contemporáneo y un gran archivo de fotoperiodismo. Entre las joyas de su colección se encuentran relieves asirios y el ciclo de pintura mural al fresco La épica de la civilización americana, del artista mexicano José Clemente Orozco.
La institución también posee pinturas de Perugino y su taller, Luca Giordano, Claudio de Lorena, Nicolas Rene Jollain, Pompeo Batoni, Marie-Louise-Élisabeth Vigée-Lebrun y Jan Davidszoon de Heem. Entre los pintores contemporáneos europeos están Alfred Sisley, Édouard Vuillard y Picasso; entre los estadounidenses Joseph Blackburn, Gignoux (New Hampshire), Rockwell Kent, John French Sloan (Tejados de Chelsea, Nueva York) y Georgia O'Keeffe.